# Ломанов, Михаил Фёдорович
Михаил Фёдорович Ломанов (род. 14 июня 1930 года, Ленинград) — советский и российский учёный-физик, доктор физико-математических наук (1985), ведущий специалист в области медико-биологического применения ускорителей заряженных частиц и один из создателей аппаратуры для протонной лучевой терапии онкологических больных. Исследователь методов ядерно-физического эксперимента. Лауреат Государственной премии СССР (1984 г.)

## Фрагменты биографии
- Отец — Ломанов, Федор Кириллович (1903—1957), кандидат технических наук, ведущий специалист по строительству автомобильных дорог, участник строительства прифронтовых дорог и мостов в течение двух войн, Карело-финской и Отечественной. Работал в Ленинградском и Московском автодорожных институтах, был доцентом, главным инженером и директором. За комплексный метод строительства автодороги Москва-Симферополь награждён Сталинской премией.
- Мать — Ломанова Рива Янкелевна (1904—1994).
- Михаил Ломанов в 1948 г. окончил в Москве среднюю школу № 313 (Сверчков пер.) с золотой медалью и поступил на Физико-технический факультет МГУ («Физтех»), с 1-го курса проходил научную практику в Институте теоретической и экспериментальной физики им. А. И. Алиханова (ИТЭФ). При реорганизации Физтеха перешёл на Физфак МГУ, окончив который в 1954 году, поступил на работу в ИТЭФ, с 1955 года — младший научный сотрудник.
- В 1961 году поступил, а в 1964 г. окончил аспирантуру ИТЭФ. Защитил диссертацию на соискание ученой степени кандидата физико-математических наук по теме «200-литровая пузырьковая камера и её применение для физических исследований».
- В 1967 г. М. Ломанов включился в группу, которая создавала «медицинский пучок» протонов на синхротроне ИТЭФ для медико-биологических исследований.
- В 1984 г. М. Ломанов успешно защитил диссертацию на соискание ученой степени доктора физико-математических наук на тему «Физические аспекты применения пучков протонов с энергией 50-250 МэВ в медико-биологических исследованиях»[1].

## Научная деятельность
- Основные направления научной деятельности Ломанова Михаила Фёдоровича: трековые методы экспериментальной ядерной физики, ядерная физика (совместно с Радиевым ин-том им. Хлопина, СПб), медицинская физика — протонная лучевая терапия, исследование симметрии в музыке.

### Трековые методы экспериментальной ядерной физики
- Это направление работ инициировано академиком А. И. Алихановым (Алиханов, Абрам Исаакович) сразу после сообщений об открытии Д. Глезером (Глазер, Дональд Артур) метода регистрации треков заряженных частиц пузырьковой камерой (Пузырьковая камера). Первые физические измерения на этом приборе были выполнены М.Ломановым, тогда ещё лаборантом. Вскоре, также впервые, на пузырьковой камере наблюдались космические лучи. Впоследствии удалось увидеть тормозное излучение π-мезонов.
- Однако, несмотря на большой опыт создания в ИТЭФ первых в стране пузырьковых камер, становилось понятно, что перспективы их использования на ускорителях снижались из-за быстрого развития техники автоматических измерений на искровых камерах.
- Пузырьковая камера (первые физические измерения плотности треков, наблюдение аномального возрастания плотности треков в релятивистской области энергий заряженных частиц, конструирование жидко-фреоновой 200-литровой камеры)
- Твердотельный трековый детектор (ТТД) осколков деления ядер под действием протонов и нейтронов

### Ядерная физика
- Измерение сечений деления тяжёлых ядер (уран-238, нептуний-237, висмут, свинец, серебро и др.) протонами (энергия 200 МэВ, детектор — ТРД).
- Измерение анизотропии деления тех же тяжёлых ядер протонами.

### Медицинская физика
- Измерение дозовых распределений для облучения злокачественных опухолей протонами (увеальная меланома глаза, внутричерепные опухоли, рак шейки матки, рак предстательной железы)
- Радиационная защита пациента от вторичных нейтронов при протонной терапии костной саркомы детей
- Измерение «биологической» кривой Брэгга протонов, то есть поправок на биологическую эффективность излучения в области конца пробегов протонов (эффект наблюдался впервые, совместно с биологами Онкологического центра им. Блохина)
- Преодоление гемато-энцефалического барьера при действии протонного излучения — диагностическое наблюдение на животных (эффект наблюдался в Москве совместно с шведскими учеными из Уппсальского университета)
- Первое измерение «акустической кривой Брэгга» протонов (эффект наблюдался впервые, совместно с Харьковским университетом)
- Алгоритмы дозно-анатомического компьютерного планирования облучения внутриглазных опухолей (руководство работой по гранту РФФИ)

### Симметрии в музыке
- Теория контрапункта Танеева сопоставлена с математической теорией групп (Позже, с 70-х годов, аналогичные идеи получили широкое распространение за рубежом в приложении к додекафоническому стилю музыкального авангарда, затем их стала изучать и теоретическая кафедра Консерватории).

## Публикации
Общее количество публикаций, включая доклады на конференциях и изобретения — около 185.
- Блинов Г. А., Крестников Ю. С., Ломанов М. Ф. Измерение ионизирующей способности частиц в пузырьковой камере. ЖЭТФ, 31, вып.5(11), 762—770, 1956.
- Ломанов М. Ф., Чириков Б. В. Учёт перекрытия при измерении плотности следов в пузырьковой камере. ПТЭ, № 5, 22-25, 1957.
- Кузнецов Е. В., Ломанов М. Ф., Блинов Г. А., Хуан Шен-нянь. Пузырьковая камера для изучения космических лучей. ЖЭТФ, 31, вып.5(11), 911, 1956.
- Lomanov M. F., Meshkovski A. G., Shalamov Ya. Ya, Shebanov V. A, Grashin A. F. Observation of the bremsstrahlung of π + mesons interacting with the nuclei. Nuclear Physics, 10, 283—293, 1959.
- Ломанов М. Ф., Мешковский А. Г., Хропов М. С., Щеголев В. А. 200-литровая пузырьковая камера. ПТЭ, № 2, 37-40, 1963.
- Ломанов М. Ф. О возможности релятивистского возрастания биологической эффективности."Вопросы микродозиметрии". Труды 1 Всесоюзного совещания по микродозиметрии, вып.1. Под ред. В. И. Иванова и А. Н. Кронгауза. М.: Атомиздат, 1973. С.107-112.
- Ломанов М. Ф., Шимчук Г. Г., Яковлев P.M. Изучение дозных полей клинического протонного пучка с помощью радиодефекционного трекового детектора. Атомная энергия, 1973 г., т. 34, вып. 3, с. 185—192.
- Ломанов М. Ф., Резник Б. И., Шимчук Г. Г., Яковлев Р. М.Изучение вклада вторичных частиц в поглощенную дозу при локальном облучении протонами с энергией 200 МэВ.Атомная энергия, 1978 г., т. 45, вып. 5, с. 350—354.
- Быченков B. C., Ломанов М. Ф., Обухов А. И., Перфилов H. A., Шигаев О. Д., Шимчук Г. Г., Яковлев Р. M. Сечение и величина угловой анизотропии деления ядер при облучении U-236, Bi-209, Pb-208-206, и Аu-197 протонами с энергией 70-200 МэВ. Ядерная физика, 1973 г., т. 17, вып. 5, с. 947—949.
- Шигаев О. Д., Быченков B.C., Ломанов М. Ф., Обухов А. И., Перфилов Н. А., Шимчук Г. Г., Яковлев Р. М.Обнаружение эффекта центральных столкновений, приводящих к образованию составного ядра при взаимодействии протонов с энергией 200 МэВ с ядрами. Ядерная физика, 1978 г., вып. 6, т. 27, с. 1424—1430.
- Ломанов М. Ф.Распределение дозы по сечению широкого протонного пучка произвольной конфигурации. Медицинская радиология, 1972 г., № 1, с. 89-95.
- Ломанов М. Ф.Преобразование кривой Брэгга в глубинное дозное распределение заданной формы. Медицинская радиология, 1975 г., № 11, с. 64-69.
- Ломанов М. Ф.Формирование и измерение дозных полей протонных пучков. Труды I Международного семинара «Использование протонных пучков в лучевой терапии», 1977 г., М., Атомиздат, 1979 г., вып. I, с. 78-94.
- Ломанов М. Ф., Клейнбок Я. Л., Павлонский Л.М, Минакова Е. И., Блохин С. И., Хорошков B.C., Шимчук Г. Г.Физико-техническое обеспечение облучения узким пучком протонов с энергией 200 МэВ внутричерепных мишеней. Медицинская радиология, 1974 г., № 7, с. 56-62.

### Научно-популярные статьи
- Ломанов М. Ф. Действие альфа-частиц на организм. Действие бета-частиц на организм. Большая Российская Энциклопедия, 2005 г., т. 1, с. 574 и т. 3, с. 433—434.
- Гольдин Л. Л., Джелепов В. П., Ломанов М. Ф., Савченко О. В., Хорошков В. С. Применение тяжелых заряженных частиц высокой энергии в медицине. Успехи физических наук, 1973 г., т. 110, вып. 1, с. 77-99. Работа переиздавалась в английском, немецком и польском вариантах, например:
  - Goldin L.L., Dzhelepov W.P., Lomanov M.F., Savchenko O.W., Khoroshkov V.S. The Application of Heavy Charged High-Energy Particles for Medicine. Postepy Fizyki, 1974, t. 25, zeszyt 6, s. 674—675.
- Ломанов М. Ф.«И позитронная томография» В кн. «Воспоминания о И. Я. Померанчуке». М., Наука, 1988 г. с. 157.
- Lomanov M.F. Protovok alkalmazasa аz orvostudomanyban. (Лекция «Использование протонов в ядерной медицине» на выставке «Атомная наука и техника в СССР» в Будапеште 3-19 дек. 1985 г.)
- Ломанов М. Элементы симметрии в музыке. В кн. «Музыкальное искусство и наука», М. Музгиз, 1970 с. 136—165.

## Награды
- Государственная премия СССР (1984) — за создание физико-технического комплекса;
- Медаль «За доблестный труд в честь столетия В. И. Ленина» (1970);
- Медаль «В память 800-летия г. Москвы» (1997);
- Большая Серебряная медаль ВДНХ (1960).